# Хантингфорд, Джордж Уинн Бреретон
Джордж Уинн Бреретон Хантингфорд (англ. George Wynn Brereton Huntingford, 19 ноября 1901 — 19 февраля 1978) — английский лингвист, антрополог и историк. С 1950 по 1966 год читал лекции по восточноафриканским языкам и культурам в SOAS Лондонского университета. В 1966 году Хантингфорд отправился в Канаду, чтобы организовать отделение антропологии в Университете Нью-Брансуика во Фредериктоне, и на следующий год уехал в Малагу, где и жил после выхода на пенсию.